# Seleção Búlgara de Voleibol Masculino

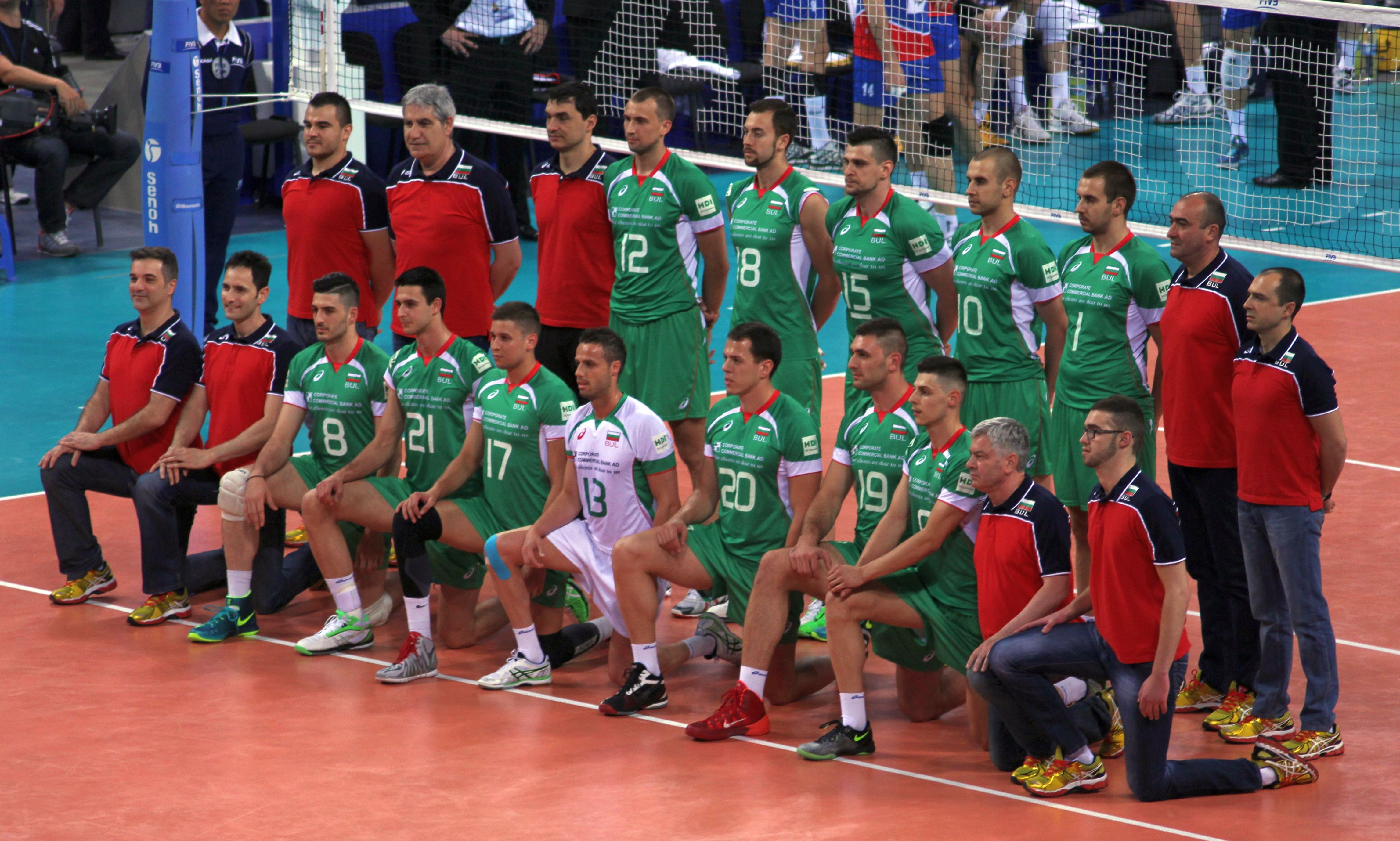
Seleção da Bulgária em 2014.

A seleção búlgara de voleibol masculino é uma equipe europeia composta pelos melhores jogadores de voleibol da Bulgária. A equipe é mantida pela Federação Búlgara de Voleibol (em búlgaro: Българска Федерация по Волейбол, Bulgarska Federatsiya Volejbol, BFV). Encontra-se na 31ª posição do ranking mundial da FIVB segundo dados de 16 de setembro de 2023. É uma das principais equipes de voleibol na Europa e no mundo.
Suas realizações incluem uma medalha de prata no Campeonato Mundial (1970) e quatro medalhas de bronze (1949, 1952, 1986, 2006), bem como um quarto lugar (1962). No campeonato Europeu, a Bulgária conquistou um segundo lugar (1951) e três terceiros lugares (1955, 1981 e 1983) e foi por quatro vezes quarta colocada (1948, 1963, 1967 e 1995). A Bulgária também ganhou uma medalha de prata dos Jogos Olímpicos de Verão de 1980, em Moscou, e tem um quarto lugar nas Olimpíadas de Munique, em 1972, e Londres 2012. Na Copa do Mundo, a equipe ganhou uma medalha bronze (2007) e o quarto lugar em 1969. Outras conquistas são três quarto lugares na Liga Mundial (1994, 2004 e 2006).
O mais relevante dos últimos resultados foram os terceiros lugares no Campeonato Mundial de 2006 e na Copa do Mundo de 2007.

## Resultados obtidos nos principais campeonatos

### Jogos Olímpicos
| Ano  | Sede             | Classificação |
| ---- | ---------------- | ------------- |
| 1964 | Tóquio           | 5º            |
| 1968 | Cidade do México | 6º            |
| 1972 | Munique          | 4º            |
| 1980 | Moscou           | 2º            |
| 1988 | Seul             | 6º            |
| 1996 | Atlanta          | 7º            |
| 2008 | Pequim           | 5º            |
| 2012 | Londres          | 4º            |

### Campeonato Mundial
| Ano  | Sede                | Classificação |
| ---- | ------------------- | ------------- |
| 1949 | Tchecoslováquia     | 3º            |
| 1952 | União Soviética     | 3º            |
| 1956 | França              | 5º            |
| 1962 | União Soviética     | 6º            |
| 1966 | Tchecoslováquia     | 7º            |
| 1970 | Bulgária            | 2º            |
| 1974 | México              | 7º            |
| 1978 | Itália              | 10º           |
| 1982 | Argentina           | 5º            |
| 1986 | França              | 3º            |
| 1990 | Brasil              | 5º            |
| 1994 | Grécia              | 9º            |
| 1998 | Japão               | 7º            |
| 2002 | Argentina           | 13º           |
| 2006 | Japão               | 3º            |
| 2010 | Itália              | 7º            |
| 2014 | Polónia             | 13º           |
| 2018 | Bulgária / Itália   | 11º           |
| 2022 | Eslovênia / Polónia | 20º           |

### Copa do Mundo
| Ano  | Sede              | Classificação |
| ---- | ----------------- | ------------- |
| 1965 | Polónia           | 9º            |
| 1969 | Alemanha Oriental | 5º            |
| 1977 | Japão             | 6º            |
| 2007 | Japão             | 3º            |

### Copa dos Campeões
A seleção búlgara nunca participou da Copa dos Campeões.

### Liga das Nações
| Ano  | Sede    | Classificação |
| ---- | ------- | ------------- |
| 2018 | Lille   | 11º           |
| 2019 | Chicago | 12º           |
| 2021 | Rimini  | 15º           |
| 2022 | Bolonha | 14º           |
| 2023 | Gdansk  | 15º           |
| 2024 | Łódź    | 14°           |
| 2025 | Ningbo  | 11º           |

### Liga Mundial
| Ano  | Sede           | Classificação |
| ---- | -------------- | ------------- |
| 1994 | Milão          | 4º            |
| 1995 | Rio de Janeiro | 5º            |
| 1996 | Roterdã        | 8º            |
| 1997 | Moscou         | 6º            |
| 1998 | Milão          | 7º            |
| 2003 | Madri          | 5º            |
| 2004 | Roma           | 4º            |
| 2005 | Belgrado       | 5º            |
| 2006 | Moscou         | 4º            |
| 2007 | Katowice       | 5º            |
| 2008 | Rio de Janeiro | 7º            |
| 2009 | Belgrado       | 10º           |
| 2010 | Córdova        | 7º            |
| 2011 | Gdansk–Sopot   | 5º            |
| 2012 | Sófia          | 4º            |
| 2013 | Mar del Plata  | 4º            |
| 2014 | Florença       | 9º            |
| 2015 | Rio de Janeiro | 10º           |
| 2016 | Cracóvia       | 11º           |
| 2017 | Curitiba       | 9º            |

### Campeonato Europeu
| Ano  | Sede                                            | Classificação |
| ---- | ----------------------------------------------- | ------------- |
| 1950 | Bulgária                                        | 4º            |
| 1951 | França                                          | 2º            |
| 1955 | Roménia                                         | 3º            |
| 1958 | Tchecoslováquia                                 | 4º            |
| 1963 | Roménia                                         | 4º            |
| 1967 | Turquia                                         | 9º            |
| 1971 | Itália                                          | 7º            |
| 1975 | Iugoslávia                                      | 5º            |
| 1977 | Finlândia                                       | 5º            |
| 1979 | França                                          | 10º           |
| 1981 | Bulgária                                        | 3º            |
| 1983 | Alemanha Oriental                               | 3º            |
| 1985 | Países Baixos                                   | 5º            |
| 1987 | Bélgica                                         | 11º           |
| 1989 | Suécia                                          | 6º            |
| 1991 | Alemanha                                        | 5º            |
| 1993 | Finlândia                                       | 5º            |
| 1995 | Grécia                                          | 4º            |
| 2001 | Chéquia                                         | 6º            |
| 2003 | Alemanha                                        | 9º            |
| 2007 | Rússia                                          | 8º            |
| 2009 | Turquia                                         | 3º            |
| 2011 | Áustria / Chéquia                               | 6º            |
| 2013 | Dinamarca / Polónia                             | 4º            |
| 2015 | Bulgária / Itália                               | 4º            |
| 2017 | Polónia                                         | 6º            |
| 2019 | Bélgica / Eslovênia / França / Países Baixos    | 11º           |
| 2021 | Chéquia / Estónia / Finlândia / Polónia         | 11º           |
| 2023 | Bulgária / Israel / Itália / Macedônia do Norte | 15º           |

### Liga Europeia
| Ano  | Sede  | Classificação |
| ---- | ----- | ------------- |
| 2014 | Varna | 4º            |

### Jogos Europeus
| Ano  | Sede | Classificação |
| ---- | ---- | ------------- |
| 2015 | Bacu | 2º            |

## Medalhas
| Evento             | Ouro | Prata | Bronze | Total |
| ------------------ | ---- | ----- | ------ | ----- |
| Jogos Olímpicos    | 0    | 1     | 0      | 1     |
| Campeonato Mundial | 0    | 1     | 4      | 5     |
| Copa do Mundo      | 0    | 0     | 1      | 1     |
| Copa dos Campeões  | 0    | 0     | 0      | 0     |
| Liga Mundial       | 0    | 0     | 0      | 0     |
| Liga das Nações    | 0    | 0     | 0      | 0     |
| Campeonato Europeu | 0    | 1     | 4      | 5     |
| Jogos Europeus     | 0    | 1     | 0      | 1     |
| Total              | 0    | 4     | 9      | 13    |

## Elenco atual
Atletas convocados para integrar a seleção búlgara no Campeonato Mundial de 2022.
Técnico:  Nikolay Jeliazkov
| Camisa | Nome               | Posição    | Altura (m) | Peso (kg) | Clube atual            |
| ------ | ------------------ | ---------- | ---------- | --------- | ---------------------- |
| 1      | Denis Karyagin     | ponteiro   | 2,02       | 84        | ZAKSA Kędzierzyn-Koźle |
| 2      | Stefan Chavdarov   | central    | 2,05       | —         | Deya Volley            |
| 3      | Nikolaj Kolev      | central    | 2,04       | 92        | Narbonne Volley        |
| 4      | Martin Atanasov    | ponteiro   | 2,00       | 90        | Ziraat Bankası Ankara  |
| 5      | Svetoslav Gocev    | central    | 2,05       | 97        | Levski Sófia           |
| 7      | Dobromir Dimitrov  | levantador | 1,97       | 89        | Hebar Pazardzhik       |
| 8      | Todor Skrimov      | ponteiro   | 1,91       | 87        | Yenisey Krasnoyarsk    |
| 9      | Georgi Seganov     | levantador | 1,98       | 83        | GKS Katowice           |
| 11     | Aleks Grozdanov    | central    | 2,08       | 93        | Verona Volley          |
| 14     | Asparuh Asparuhov  | ponteiro   | 2,00       | 87        | Pallavolo Padova       |
| 16     | Vladislav Ivanov   | líbero     | 1,88       | 80        | Levski Sófia           |
| 19     | Tsvetan Sokolov    | oposto     | 2,06       | 100       | Dínamo Moscou          |
| 23     | Aleksandar Nikolov | ponteiro   | 2,05       | 90        | Cucine Lube Civitanova |